# Amanty
Amanty é uma comuna francesa na região administrativa de Grande Leste, no departamento de Meuse. Estende-se por uma área de 11,17 km². Em 2010 a comuna tinha 39 habitantes (densidade: 3,5 hab./km²).